# کاری مرغ هندی
کاری مرغ نوعی غذای هندی است. این غذا در شبه قاره هند، آسیای جنوب شرقی، بریتانیای کبیر، دریای کارائیب و ژاپن رایج است. کاری معمولی از شبه قاره هند شامل مرغ آب‌پز در یک سس مبتنی بر پیاز و گوجه فرنگی است که با زنجبیل، سیر، پوره گوجه فرنگی، فلفل چیلی و انواع ادویه‌ها، اغلب شامل زردچوبه، زیره، گشنیز، دارچین، و هل طعم داده شده‌است. در خارج از جنوب آسیا، کاری مرغ اغلب با مخلوط ادویه از پیش ساخته شده به نام پودر کاری تهیه می‌شود. در جنوب هند، کاری مرغ را می‌توان با استفاده از شیر نارگیل غلیظ کرد.
کاری مرغ معمولاً با برگ گشنیز تزئین می‌شود و با برنج یا روتی سرو می‌شود.